# Arturo Schaerer
Arturo Schaerer Heisecke (Asunción, 7 de octubre de 1907-Ib., 17 de diciembre de 1979) fue un periodista y empresario paraguayo que se desempeñó por muchos años como director del diario La Tribuna, sucediendo al fundador y padre suyo, el expresidente de Paraguay, Eduardo Schaerer.

## Biografía
Nacido en la ciudad de Asunción, sus padres fueron Eduardo Schaerer, quien fue presidente del Paraguay entre 1912 y 1916, y Matilde Heisecke Egusquiza; nieto de Santiago Schaerer, suizo natural de Vordemwald, Argovia y de Karl Wilhelm Christian Heisecke, natural de Hamburgo, Alemania y cónsul del Imperio Austro Húngaro y del Reino de Holanda y los Países Bajos ante el Paraguay.
Estuvo casado con María Angélica Ayala Cabeda, de nacionalidad uruguaya e hija de Araminto Ayala, cónsul general del Uruguay ante el Paraguay y María Angela Cabeda, hija del político brasileño Rafael Cabeda, abolicionista y gran exponente de la Revolución federalista riograndense, en Río Grande del Sur, Brasil.
Tuvo cinco hijos, Myriam Schaerer (casada con Carlos Ruiz Apezteguía), Adalia, Arturo Rafael, Araminto y Eduardo W. Schaerer.
Sus estudios primarios los realizó en el Colegio San José de Asunción, y los secundarios en el Colegio Internacional. Prosiguió sus estudios en la Universidad Nacional de Asunción.
El 31 de diciembre de 1925, su padre Eduardo Schaerer fundó el diario La Tribuna, que a partir de entonces y durante más de cinco décadas sería la máxima insignia de la prensa paraguaya. 
Se inició en el periodismo de la mano de su padre ese mismo día. Después vivió un tiempo en Buenos Aires, Argentina donde trabajó en el diario La Razón para perfeccionarse en el periodismo. Después de la muerte de su padre, se hizo cargo de la administración y dirección del diario La Tribuna.
Al morir el presidente José Félix Estigarribia, asume de facto el Higinio Morínigo, quien tiempo después comienza una persecución contra muchos ilustres políticos y ciudadanos de extracción liberal, persiguió igualmente a la prensa independiente, es así que, durante su presidencia, el gobierno intervino La Tribuna y lo clausuró en varias oportunidades. 
Con la dictadura de Alfredo Stroessner, La Tribuna siguió viviendo situaciones similares y estuvo permanentemente amenazada.
Arturo tuvo que recurrir en reiteradas ocasiones a diversos embajadores y contactos internacionales en el extranjero para que su periódico pudiera continuar funcionando, hecho que molestaba y preocupaba al gobierno dictatorial. Aún frente a esos cambios políticos y a la persecución de la que fue objeto en las décadas siguientes, La Tribuna creció y se consolidó como uno de los periódicos más respetados a nivel continental, ya que contaba con agencias en varios países, pasando de los 2000 ejemplares diarios en tiempos de su fundación, a más de 70 000 ejemplares hacia el año 1965, siendo ese valor hasta hoy mayor que la tirada de los actuales diarios del Paraguay. Intentó además introducir el primer canal de televisión del Paraguay, antes del SNT, pero el gobierno no le otorgó permiso.
Todo este difícil y arduo trabajo en favor de una prensa independiente y opositora a los regímenes totalitarios en los que se vio sumergido el Paraguay le hicieron merecedor, en el año 1953, del galardón más antiguo del periodismo internacional, el Premio Maria Moors Cabot, que le fue otorgado la Universidad de Columbia de los Estados Unidos.
Schaerer permaneció como director de La Tribuna hasta el 15 de mayo de 1972 y le sucedió en el cargo Carlos Ruiz Apezteguía, quien era periodista, esposo de su hija Myriam Schaerer y un intenso colaborador y administrador de La Tribuna por más de dos décadas. En 1983, su periódico, ya con otros propietarios, pasó a convertirse en el Diario Noticias.
Finalmente, Schaerer falleció en Asunción el 17 de diciembre de 1979.

## Premios y reconocimientos
Premio Maria Moors Cabot, por la Universidad de Columbia (1953).

### Otros
Fue teniente de Reserva durante la guerra del Chaco (1932-1935).